# Gary Rowett
Gary Rowett, né le 6 mars 1974 à Bromsgrove, Angleterre, est un footballeur anglais, aujourd'hui entraîneur.

## Biographie
Il est renvoyé par Stoke City le 8 janvier 2019.